# 今川氏堯
今川 氏堯（いまがわ うじなり）は、江戸時代前期の高家旗本。
吉良家の一族である岡山弥清の長男で、生母は品川高久の娘。大伯父である今川直房の養子に迎えられ、跡を継いだ。今川家14代当主。

## 生涯
今川直房の子供が早世したため、養子に迎えられた。父弥清が生まれた吉良家と今川家は多重の姻戚関係で結ばれており、氏堯の父弥清は直房の甥（弥清の母が直房の妹、すなわち今川範以の娘）、氏堯の母は直房の従妹(つまり氏真の次男品川高久の娘)、さらに弥清の父方祖母は今川氏真の娘という関係である。こうした今川家の血を濃く受けていることもあって養子に選ばれたと思われる。
万治元年（1658年）8月5日に将軍徳川家綱に御目見する。寛文元年（1661年）12月10日、直房の死去により家督を相続する。氏堯は表高家であり（『徳川実紀』には旗本寄合席であったとも記される）、役職には就くことがなかった。
室町時代、足利義教が今川範忠の武功を称え、今川の名字を嫡家に限るとしたことがあった。庶家が今川を名乗ることを禁じて嫡流の権威を高めるものであり、氏堯の外祖父高久（今川氏真の次男）が品川を称したのもこの由緒によるものである。しかし、江戸時代初期に統制は不十分であり、庶流で今川を称する者も多かった。寛文6年（1666年）6月19日、将軍家綱はこの由緒を確認し、今川の苗字は氏堯の家に限るよう命じた。これにより、瀬名氏の流れを汲む大番士の今川貞利・義行父子が名字を瀬名に改めている。
延宝元年（1673年）11月15日死去、享年32。

## 系譜
父方は吉良氏の一族である。吉良義弥（母は今川氏真の娘、今川直房の父母両系の従兄弟）と正室今川氏（今川範以の三女、今川直房の妹）の間に生まれた次男が岡山弥清である。なお、義弥の長男義冬の子が赤穂事件で知られる義央であり、氏堯は義央の従兄ということになる。
母方の品川氏は今川氏の支流で、今川氏真の次男高久（今川範以の弟、今川直房の叔父）にはじまる家である。
正室は土井利重の娘。実子は無く、母方の従弟である氏睦（実父は品川高寛）を養子にする。